# ヒドコート・マナー・ガーデン
ヒドコート・マナー・ガーデン(Hidcote Manor Garden)は、イギリス、コッツワルド地方にある、いわゆるイギリス式庭園・イングリッシュガーデンの一つ。
イギリスのヒッドコットバートリムという小さな村の郊外に位置している。

## 概要
ヒドコート・マナー・ガーデンは、1907年にアメリカ生まれでパリ育ちのイギリス陸軍軍人だったローレンス・ジョンストンが、退役後の定住地としてテューダー朝時代のマナーハウスを改装した際に、ジョンストンの知己であった園芸家ノーラ・リンゼイの助力によって造営された。ジョンストンは自分の死後にリンゼイに庭園を贈与するつもりだったが、先にリンゼイが逝去したため、1948年に自然保護団体ナショナル・トラストに寄贈され、以来同財団によって管理されている。
ヒドコート・マナー・ガーデンはアーツ・アンド・クラフツ庭園のスタイルを継承し、総面積10エイカーの敷地を直線と曲線を組み合わせた生垣で区分し、25の異なる庭園をつないだ構成をもつ。それぞれの庭は基本的にイギリスのコテッジ・ガーデンをイメージさせるが、フランス庭園の要素やジョンストンのプラント・ハンターとしての成果である外来種の植物を積極的に導入した点で、従来のアーツ・アンド・クラフツ庭園と異なる。
庭は箱型生垣のほか、シデ、イチイ、石壁が使われ、多様な特徴やテーマを有する一連の戸外の「空間」という形態をとっており、コテージガーデンの集大成といわれる。
各区画の間には開放的な芝地である「シアター・ローン」や、長い眺望軸線を兼ねた「ロング・ウォーク」など、変化に富んだ視覚が楽しめる遊歩道が配置されている。
ヒドコート・マナー・ガーデンの特徴のひとつとして、生垣の上半分を整形的に刈り、下半分を全て刈り取った竹馬庭園(stilt garden)と呼ばれる剪定法がある。目の高さからは隣の区画は見えないが、足下が開放されているために閉塞感がなく、同時に向こうの区画への期待感を高める効果がある。

## ギャラリー

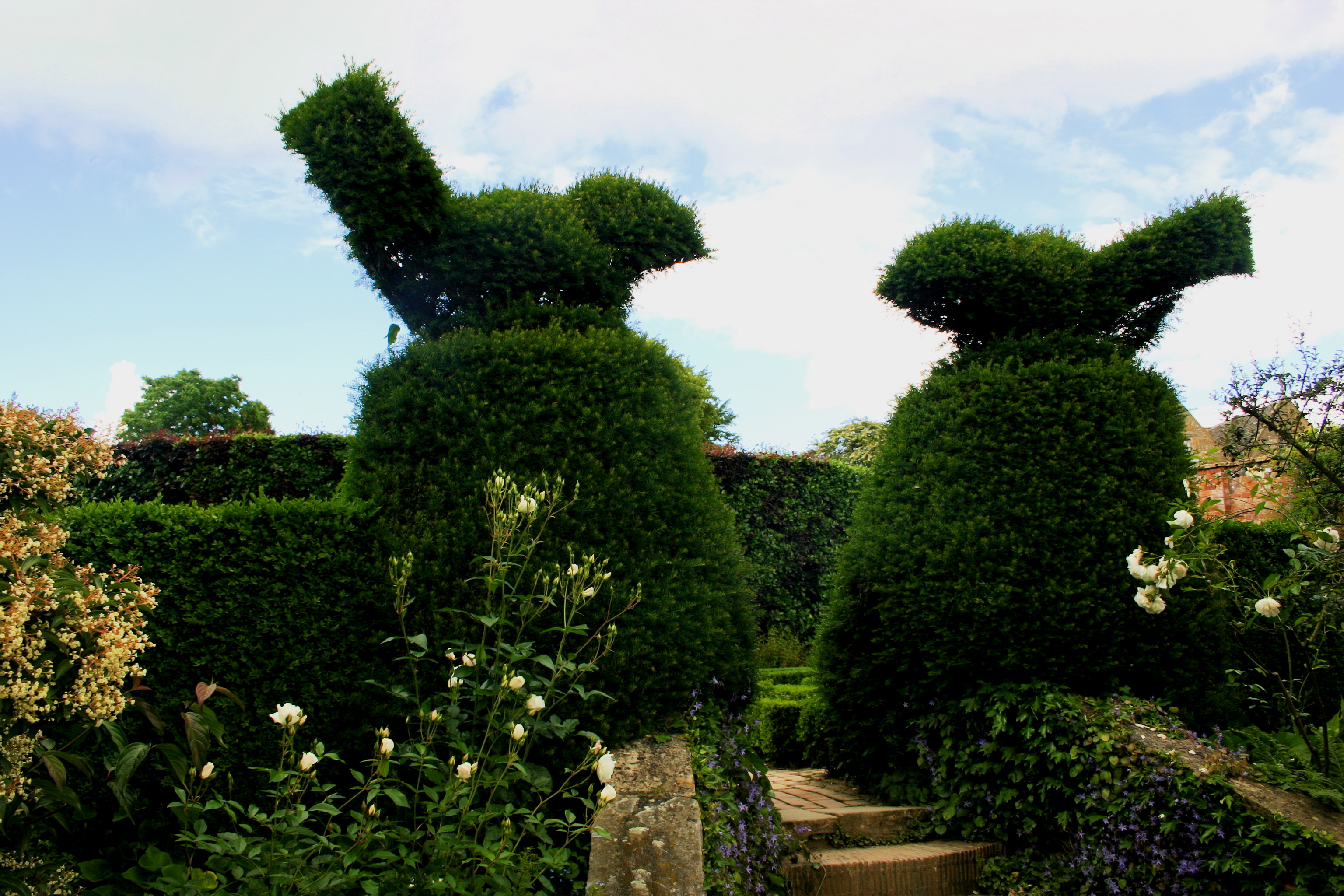
ヒッドコット・マナーの鳥
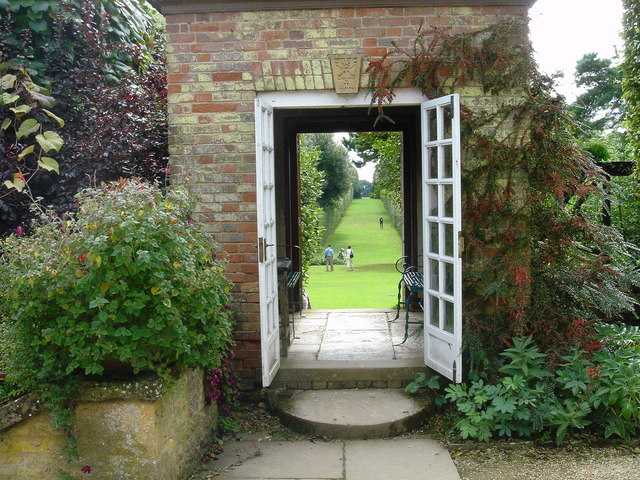
四阿から見たロング・ウォーク
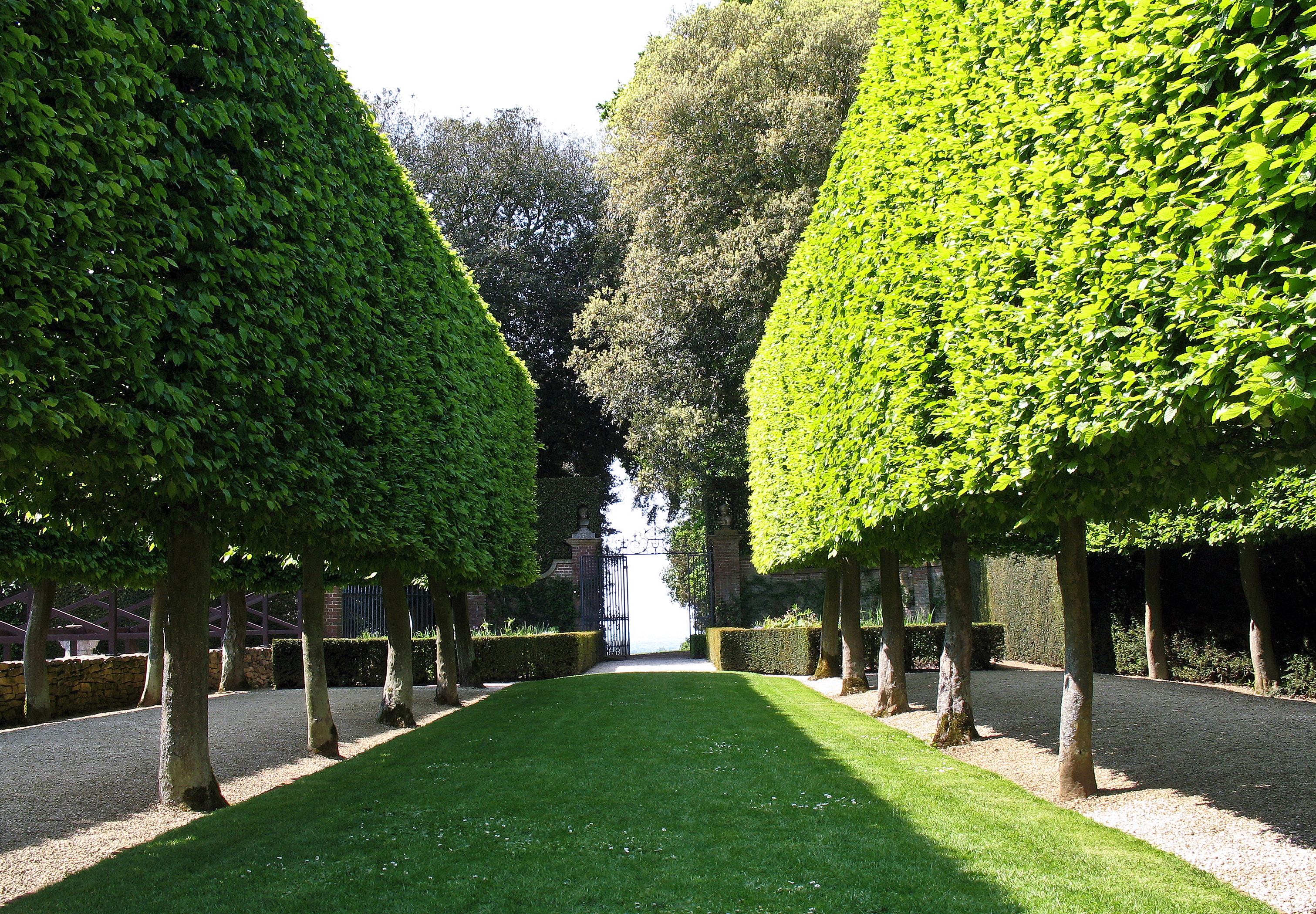
竹馬庭園